# Jiří Síla
Jiří Síla, též psán Sýla, (19. července 1911 Žižkov – 2. března 1960 Praha) byl český komunistický novinář, druhý manžel spisovatelky Bohumily Sílové, otec spisovatelky Evy Kantůrkové.

## Život
Narodil se v rodině magistrátního úředníka Bohumila Sýly (1881–??) a jeho manželky Marie, rozené Jaré (1892–??). Absolvoval obchodní školu v Praze-Karlíně a krátce nato se oženil.
V roce 1938 vystoupil z římskokatolické církve a zůstal bez vyznání. V roce 1946 podepsal prokomunistické „Májové poselství kulturních pracovníků českému lidu!“ publikované před květnovými volbami do Ústavodárného Národního shromáždění. Tento předvolební manifest komunistů podepsalo celkem 843 kulturních pracovníků a komunisté volby vyhráli. Později podepsal prokomunistickou výzvu Kupředu, zpátky ni krok!, jež byla vydána dne 25. února 1948 pro podporu komunistického převratu.
V letech 1930–1950 se živil jako novinář, poté pracoval v Československém státním filmu.

### Rodinný život
Dne 16. února 1930 se v Nuslích oženil s Bohumilou Novákovou (1908–1957), spisovatelkou, známou pod přijatým příjmením Bohumila Sílová. Toto manželství bylo v roce 1937 rozvedeno a následně téhož roku prohlášeno za rozloučené. Jejich dcera Eva Kantůrková (narozená roku 1930) je rovněž spisovatelka.
Druhou manželkou Jiřího Síly byla divadelní a filmová herečka, známá pod uměleckým jménem Taťána Vavřincová (1923–1981), dívčím jménem Obručová, poprvé provdaná Říhová. Bylo to její druhé ze tří manželství. S třetím manželem, kardiologem prof. MUDr. Otakarem Poupou, DrSc. (1916–1999) emigrovala v roce 1968 do Švédska, kde později zemřela.

## Dílo

### Novinář
Od roku 1930 přispíval časopisu Tvorba, od roku 1933 do komunistických tiskovin jako Haló noviny a Rudý pondělník; později se stal redaktorem Rudého práva, kde setrval do jeho zastavení v říjnu 1938.
Po vzniku Protektorátu nastoupil do listu Národního souručenství Národní práce (dříve Právo lidu), kde byl filmovým referentem.
Když 6. května 1945 převzalo Revoluční odborové hnutí tento deník, přejmenovalo ho na Práce a Síla se stal jeho šéfredaktorem. Byl i u vzniku nakladatelství Práce dále byl redaktorem listů Národní politika a Ženské listy.
Po osvobození byl členem prezidia Ústřední rady odborů a v letech 1945–1950 vedoucím redaktorem deníku Práce. V roce 1947 byl vyšetřován komisí Ústředního národního výboru hl. města Prahy pro provinění proti národní cti. Jednalo se o článek v Ženských novinách z roku 1942, ve kterém odsuzoval atentát na Heydricha. Vyšetřování bylo v srpnu 1947 zastaveno s tím, že se jednalo o článek „vynucený terorem“.

### Činnost ve filmu
Od roku 1950 pracoval v Československém státním filmu, kde se roku 1951 stal vedoucím scenáristického odboru. Jako člen komise pro hodnocení práce herců ve filmu (1952–1953) měl např. vliv na zákaz promítání filmu Divotvorný klobouk režiséra Alfréda Radoka, o režisérovi se v roce 1953 vyjádřil v tisku takto:
| „                                                                                 | ...přes svůj nesporný talent byl od režijní práce oddálen A. Radok, když nedbal rad a kritiky a svým filmovým zpracování Klicperova Divotvorného klobouku prokázal, že se nevymanil z kosmopolitních a formalistických představ o umění... | “ |
| — Jiří Síla: Problémy filmové tvorby a odborová politika, Literární noviny 5/1953 | |   |

V letech 1954–1955 byl jedním z vedoucích dramaturgů tvůrčí skupiny Karla Feixe a Bohumila Šmídy.
Spolupracoval na následujících filmech:
- Cesta k barikádám (1945, scénář, autor komentáře; režie Otakar Vávra)
- Hvězda jede na jih (1958, spoluautor scénáře a námětu; režie Oldřich Lipský)